# Otto König
Karl Wilhelm Otto König, född den 28 januari 1838 i Meissen, död den 30 december 1920 i Wien, var en tysk skulptör.
König var lärjunge till Hähnel i Dresden, flyttade sedan till Wien samt blev professor vid österrikiska museet och ledare av därvarande bildhuggarskola. Hans styrka låg inom småskulpturen (Amor som brevbärare, Venus och Amor och Amors uppfostran). Han utförde även ett monument över kejsar Maximilian i Mexiko, uppställt i Pola, en familjegrupp av sin hustru och sina barn samt dekorativa arbeten i Hofmuseum och i Burgteatern.